# 凹凸 (椎名慶治の曲)
『凹凸』（おうとつ）は、椎名慶治の2枚目のシングル。2017年11月11日にHigh Windからリリースされた。

## 概要
前作『I Love Youのうた』から約6年ぶりにリリースされたシングル。表題曲「凹凸」は、読売テレビ『マヨなか笑人』エンディングテーマ。カップリング曲「チッ！」は、テレビ神奈川『ミュートマ2』の10月の金曜日エンディングテーマにそれぞれ採用されていた。
初回生産限定盤と通常盤の2種類の仕様でリリースされ、初回生産限定盤にはDVDが付属している。DVDにはツアーの追加公演である、Yoshiharu Shiina LIVE 2017「RABBIT “6” MAN -Welcome back-」の中から12曲のライブ映像が収録されている。

## 収録内容

### CD
1. 凹凸
作詞:椎名慶治・野口圭、作曲:椎名慶治・山口寛雄
2. チッ！
作詞・作曲:椎名慶治
3. 凹凸 （Instrumental）
4. チッ！（Instrumental）

### DVD (初回生産限定盤のみ)
1. Escape velocity
2. 5 my way
3. RABBIT-MAN
4. I Love Youのうた
5. はないちもんめ
6. 僕等の中
7. MY LIFE IS MY LIFE
8. 愛のファイア！
9. ゴゾウ☆ロック
10. 駆け出しのヒーロー
11. よーいドン
12. 取り調べマイセルフ